# نشرة حمراء
نشرة حمراء (بالإنجليزية: Red Notice)‏ هو فيلم إثارة أكشن كوميدي أمريكي لعام 2021 من إخراج روسون مارشال ثيردر وبطولة دوين جونسون، وغال غادوت ورايان رينولدز.
حصلت نتفليكس على حقوق الفيلم وعرضته على منصتها.